# Promachus ramakrishnai
Promachus ramakrishnai är en tvåvingeart som beskrevs av Stanley Willard Bromley 1939. Promachus ramakrishnai ingår i släktet Promachus och familjen rovflugor. Inga underarter finns listade i Catalogue of Life.